# Liga Patriótica Argentina

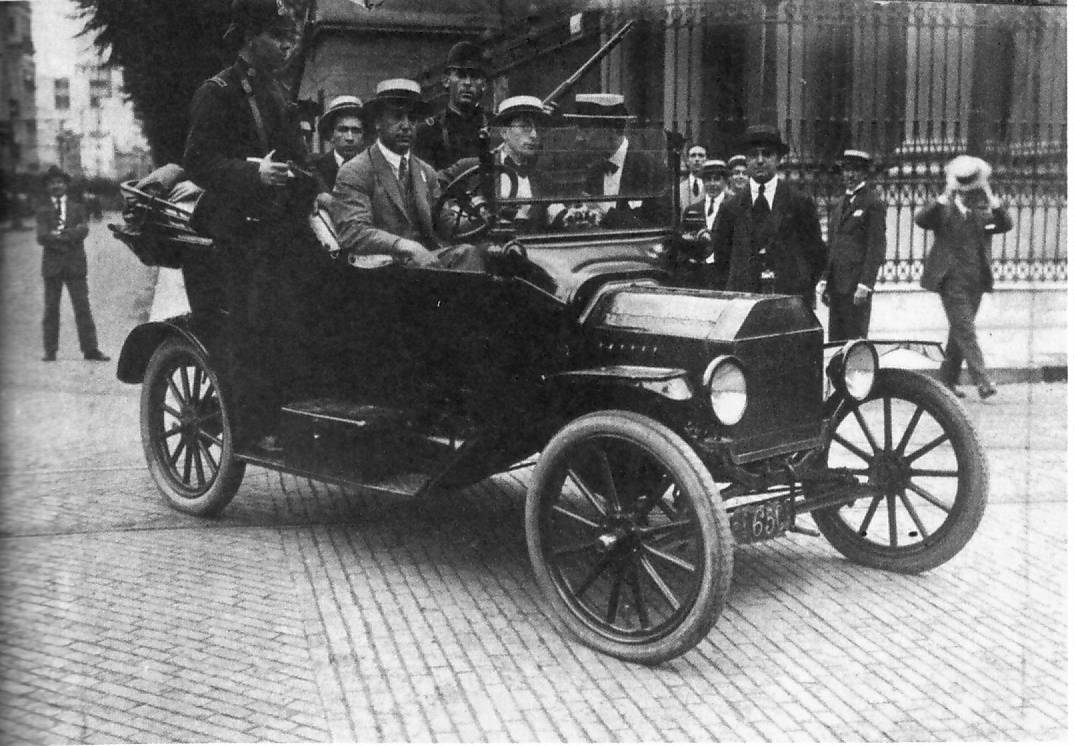
Miembros de la Liga Patriótica recorren las calles de Buenos Aires junto a la policía durante la Semana Trágica.

La Liga Patriótica Argentina fue una asociación civil argentina que operó activamente en la década de 1920 como grupo parapolicial de extrema derecha. Existe controversia entre distintos historiadores sobre su ideología, habiendo recibido a lo largo de la historia los motes de nacionalista, antiizquierdista, antisemita, racista, antisindical, y hasta fascista, aunque se diferenciaban de esta última ideología por su planteo liberal en lo económico. Actuó como grupo de choque cometiendo asesinatos y otros actos de violencia criminales en la Semana Trágica de Buenos Aires en 1919 y en los hechos represivos de la Patagonia Rebelde en 1922, además de llevar adelante una labor de educación y adoctrinamiento de obreros para contrarrestar la influencia que le atribuían a la propaganda comunista y anarquista.
Durante el episodio llamado "Patagonia rebelde" (1920-1922), tuvo relaciones directas con organizaciones homónimas de Chile (véase Ligas patrióticas), a través de grupos chilenos de alcance nacional (Liga Patriótica Militar) y local (Liga Patriótica de Magallanes, Punta Arenas). En el marco de la actuación de la Liga en la represión a la huelga patagónica en la Argentina, también fueron ejecutados numerosos obreros provenientes de Chiloé (mestizos chilote-huilliches). Al momento de los fusilamientos, éstos eran dejados para el final, lo que el historiador anarquista Osvaldo Bayer atribuyó a ideas de pureza racial. Antes de los sucesos la "Patagonia rebelde", la Liga Patriótica de Magallanes había protagonizado asesinatos y quemas de locales sindicales en la Masacre de la Federación Obrera de Magallanes (1920) en Chile, mientras en 1910 se organizaron otras ligas patrióticas chilenas enfocadas en la realización de crímenes y acoso xonófobo en las provincias nortinas de dicho país.
Los antecedentes de Liga Patriótica Argentina, así como de otros movimientos protofascistas con nombres similares -las diversas ligas patrióticas de Chile y Liga Patriótica Española (1919, surgida contra el catalanismo)- se pueden encontrar en dos movimientos franceses nacionalistas, antisemitas, boulangistas y partidarios de un estado republicano pero autoritario (cercano a los ideales del cesarismo o el bonapartismo), que habían sido liderados por Maurice Barres y tuvieron su punto más importante como grupos de agitación en medio del Caso Dreyfus: la Liga de la Patria Francesa (1898-1904) y la Liga de los Patriotas (Ligue des Patriotes, 1882-1939) creada por Paul Déroulède, así como la ideología del periódico italiano L'Idea Nazionale.

## Ideología
El grupo ha sido calificado como fascista por diversos historiadores y analistas. Waldo Ansaldi sostiene que la Liga Patriótica Argentina «se orientó, en la década de 1920, hacia posiciones antidemocráticas y decididamente fascistas», mientras que María Inés Barbero lo definió como una organización cercana al «tipo nacionalista-fascista». José Manuel Azcona Pastor dice que « El principal movimiento nacionalista surgió de la Liga Patriótica de 1919, que imbuía su visión nacionalista de clericalismo, antisemitismo, antianarquismo y sobre todo anticomunismo. A fines de los años veinte, esta tendencia del nacionalismo fue también AntiYrigoyenista y autoritaria, influida cada vez más por doctrinas corporativas y a veces fascistas».
Una opinión diferente fue expuesta por otro historiador de izquierda (no marxista sino la que se identifica con el pensamiento posmoderno), Lisandro Gallucci, quien afirmó "la Liga Patriótica jamás tuvo la vocación revolucionaria que por ejemplo el fascismo italiano mostró ya desde sus inicios, es decir, nunca aspiró a conquistar el gobierno para llevar adelante un proyecto de refundación integral de la sociedad. En consecuencia parece más apropiado definir a la Liga como un conservadurismo combativo, en tanto que su objetivo primordial no era reemplazar un orden por otro sino conservar el que veía consagrado en la Constitución, adoptando para ello actitudes beligerantes, y acciones violentas inclusive, contra aquellos sectores a los que juzgaba como amenazas al orden constitutivo de la Nación". El mismo autor rescata la "Definición de la Liga Patriótica", un manifiesto hecho público por la organización en 1920, en el que se consagra la idea de que "la nación argentina había mostrado desde siempre un carácter democrático, esto es, un estado social signado por la realidad y el hábito de la igualdad, y la Constitución no era sino la expresión jurídica de ese modo de ser de la sociedad argentina. Según ese retrato, en contraste con los tortuosos caminos de las naciones europeas hacia la igualdad, la República Argentina había nacido de la “igualdad social argentina”, dando forma a “la verdadera democracia que consiste en la igualdad ante la ley”, a su vez consagrada en la Constitución".
Una opinión similar es defendida por Matías Cepeda, quien sostiene que, si bien puede pensarse a la Liga como un antecedente de las organizaciones nacionalistas de los años '30 (las que estaban directamente inspiradas por el fascismo), guarda  con ellas una "diferencia fundamental", la que "estriba en nunca haber buscado movilizar a las masas a partir de la explotación de su psicología y de los mitos nacionales, tal como lo hicieran los fascistas" . Para remarcar la diferencia, señala "la importancia del combate teórico que los nacionalistas libran contra la democracia, combate que a sus aliados circunstanciales, los conservadores, les es por demás ajeno, debido a los distintos proyectos políticos que cada grupo tiene que, si bien encuentran en Yrigoyen y el radicalismo su enemigo inmediato y más próximo, las diferencias y los distintos sucesos provocarán un distanciamiento futuro. Este punto es nodal para entender la diferencia con los liguistas ya que, como se ha dicho, Carlés y la LPA en general, defienden la democracia liberal como sistema político, buscando simplemente adoctrinar al inmigrante y a la clase obrera en general, dentro del proyecto conservador, cuyo fin último era el del retorno al poder."
De hecho, muchos de sus integrantes militaban, al mismo tiempo de su participación en la Liga, en partidos políticos que participaban de los procesos electorales democráticos, incluyendo al Partido Autonomista Nacional que había consagrado el sufragio universal y secreto en 1912 a través de la sanción de la Ley Sáenz Peña, como a los tres partidos que, sumados, habían obtenido el 90 % de los votos en las elecciones presidenciales de 1916, las primeras en las que se aplicó la Ley Sáenz Peña (Joaquín S. Anchorena, Estanislao Zeballos, Luis Agote, Federico Martínez de Hoz, y Julio A. Roca (hijo)  en el Partido Autonomista Nacional; Manuel Carlés, Manuel María de Iriondo, Carlos M. Noel, Leopoldo Melo y Vicente Gallo en la Unión Cívica Radical; Lisandro De la Torre en el Partido Demócrata Progresista). Una interpretación posible de las motivaciones y formas de actuación de la Liga podrían vincularse con la nueva realidad política abierta en la Argentina a partir de la vigencia del sufragio universal y secreto, cuando de pronto se sumaron a la discusión política voces de actores e ideologías que hasta ese momento no habían tenido participación, como eran el anarquismo, socialismo, comunismo, etc. Esto habría producido preocupación en los máximos dirigentes de los mismos partidos mayoritarios que veían amenazada su situación. En su visión, los nuevos actores eran vistos como un peligro para la Nación que se aprovechaba de la falta de instrucción de los nuevos votantes, especialmente los de clase trabajadora. Esta visión, que puede haber sido real o impostada en cada caso particular, no sólo los llevaba a buscar prevenir la influencia de las nuevas ideologías de izquierda mediante la educación o, directamente, el adoctrinamiento de los obreros, sino que incluso justificaba el uso de la violencia hacia los considerados “elementos disolventes”. En definitiva, la finalidad consciente o inconsciente de estas acciones habría sido corregir eso que ellos consideraban “consecuencias negativas” del cambio de la ley electoral, y conservar, por ende, el orden político anterior.
Es por su actuación violenta en las calles, así como su antisemitismo, que la Liga puede ser considerada un antecedente para los movimientos nacionalistas de derecha de fines de la década siguiente. Pero había una diferencia fundamental: la Liga no tuvo nunca la intención de desplazar al gobierno en ejercicio, ni de modificar los presupuestos políticos de la democracia; no estaban en contra de la democracia, estaban en contra de que en las elecciones ganaran los otros. No se trató realmente de un movimiento nacionalista de derechas –no eran antiliberales, más bien todo lo contrario– y sólo confluían con los nacionalistas en su antiizquierdismo, en culpar a los judíos por el desarrollo de las izquierdas, y por considerar toda acción sindical casi como una traición a la Patria

## Antecedentes
El grupo tomó su nombre de una experiencia anterior, la Liga Patriótica Argentina formada en 1898, con motivo del diferendo limítrofe entre Argentina y Chile, y que se proponía exaltar el espíritu patriótico de la población, a la vez que movilizaba reclamos relacionados con el estado de las Fuerzas Armadas. No obstante, esta primera Liga Patriótica tuvo una existencia efímera y se disolvió poco después de firmados los acuerdos limítrofes entre ambos países. Algunos de sus dirigentes, como Estanislao Zeballos participaron de la fundación de la Liga Patriótica de 1919, pero salvo estas coincidencias personales, no hay continuidad institucional entre las dos ligas, como tampoco son equiparables sus formas de actuación.

## Origen

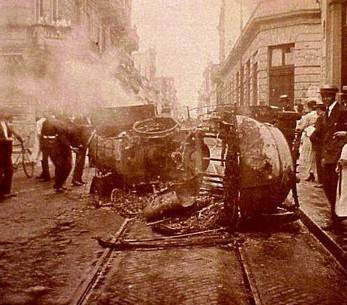
Hechos ocurridos durante la Semana Trágica.

El primer nombre tuvo la organización fue el de «Comisión Pro Defensores del Orden». Las primeras reuniones de la asociación se llevaron a cabo en La Confitería Paris, y días más tarde se trasladaron al edificio del Centro Naval, en las calles Florida y Córdoba, en la ciudad de Buenos Aires.
En el Centro Naval, el 10 de enero, los por entonces contraalmirantes Manuel Domecq García y Eduardo O'Connor repartieron armas automáticas al grupo de jóvenes. Pero fue recién el 19 de enero, una vez concluida la huelga que dejó un saldo de 700 muertos y 4000 heridos, que la Liga Patriótica Argentina se constituyó oficialmente, bajo el lema «Patria y Orden». Domecq García ocupó la presidencia en forma provisional hasta el 18 de abril de 1919, cuando fue elegido Manuel Carlés como presidente y Pedro Cristophensen como vicepresidente.
Nacido en Rosario, Manuel Carlés era un alto dirigente de la Unión Cívica Radical. Además era profesor del Colegio Militar de la Nación y de la Escuela Superior de Guerra. Había sido diputado por la Provincia de Santa Fe y fue designado interventor de las provincias de Salta y San Juan en 1918. Su liderazgo estaba afianzado por aquellos vínculos que tenía con diversas facciones políticas y con oficiales del Ejército, a quienes conocía por haber sido sus alumnos en la Escuela Superior de Guerra.
Como diputado, Carlés había pronunciado un discurso en 1910, durante las celebraciones del Centenario, en el que prefiguraba el pensamiento nacionalista de la Liga: «Si hay extranjeros que abusando de la condescendencia social ultrajan el hogar de la patria, hay caballeros patriotas capaces de presentar su vida en holocausto contra la barbarie para salvar la civilización.»
Los fines de la Liga eran:

Estimular, sobre todo, el sentimiento de argentinidad tendiendo a vigorizar la libre personalidad de la Nación, cooperando con las autoridades en el mantenimiento del orden público y en la defensa de los habitantes, garantizando la tranquilidad de los hogares, únicamente cuando movimientos de carácter anárquico perturben la paz de la República. Inspirar en el pueblo el amor por el ejército y la marina. Los miembros de la Liga se comprometen, bajo su fe y honor de argentinos, a cooperar por todos los medios a su alcance, e impedir: 1° La exposición pública de teorías subversivas contrarias al respeto debido a nuestra patria, a nuestra bandera y a nuestras instituciones. 2° Las conferencias públicas y en locales cerrados no permitidos sobre temas anarquistas y marxistas que entrañen un peligro para nuestra nacionalidad.
Se obligan igualmente a usar de todos los medios lícitos para evitar que se usen en las manifestaciones públicas la bandera roja y todo símbolo que constituya un emblema hostil a nuestra fe, tradición y dignidad de argentinos.

Además buscaba luchar "Contra los indiferentes, los anormales, los envidiosos y haraganes; contra los inmorales, los agitadores sin oficio y los energúmenos sin ideas. Contra toda esa runfla sin Dios, Patria, ni Ley, la Liga Patriótica Argentina levanta su lábaro de Patria y Orden... No pertenecen a la Liga los cobardes y los tristes".

## Integrantes

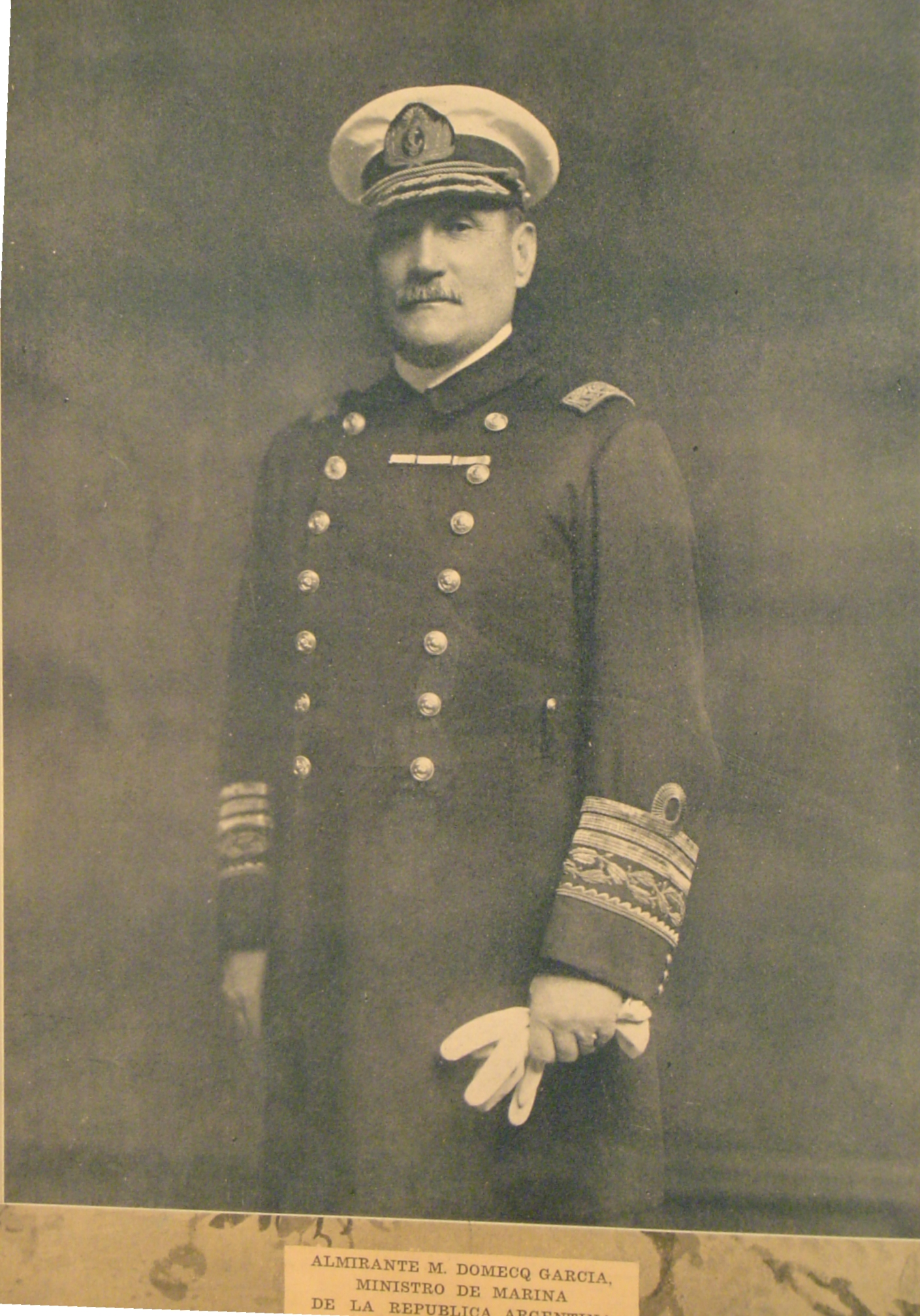
Manuel Domecq García, presidente provisional de la Liga en 1919.

Entre los personajes conocidos que pasaron por la Liga se encuentran nombres como los de: Joaquín S. Anchorena, el general Luis Dellepiane, Estanislao Zeballos, Luis Agote, Francisco P. Moreno, Floro Lavalle, monseñor Miguel De Andrea, Ángel Gallardo, Jorge Mitre, Carlos Tornquist, Miguel Alfredo Martínez de Hoz, Federico Martínez de Hoz, Julio A. Roca (hijo), Leopoldo Melo, Lisandro de la Torre, Manuel María de Iriondo, Manuel Carlés, Félix Bunge,  el general Eduardo Munilla, Carlos M. Noel, Vicente Gallo, Ezequiel Pedro Paz, José A. Cortejarena, Celedonio Pereda, Saturnino Unzué, Antonio Lanusse, Pastor S. Obligado, Federico Leloir y Oscar Barroso.
Estos afirmaban que "la civilización nacional engendró la Liga Patriótica Argentina, que nació para reunir a todos los hombres sanos y enérgicos con el fin de colaborar con la autoridad para mantener el orden y vigorizar los sentimientos esenciales del alma nacional, que por lo eterno funda la patria".
En numerosas publicaciones se menciona erróneamente entre los integrantes a Dardo Rocha, No obstante se trata de una confusión con un grupo homónimo. Rocha, efectivamente, formó parte de la Liga Patriótica Argentina que actuó como grupo de presión durante un breve espacio de tiempo en el año 1898 con motivo del diferendo limítrofe que hizo evaluar la posibilidad de una guerra entre Argentina y Chile, pero no tuvo ninguna relación con la Liga Patriótica del siglo XX.

## Labor social
Al margen de los hechos de violencia hacia los huelguistas, por los que se hizo famosa, la Liga también desarrolló toda una labor de asistencia social hacia los trabajadores.
En esta labor, se le dio una enorme importancia a la incorporación de mujeres, a quienes se les encomendó "la educación moral, religiosa y patriótica de las obreras para evitar el conflicto de clases disolvente de la Nación". Para eso se conformaron "Escuelas de Obreras" en distintas empresas. La primera, en 1920, fue en Bagley, con la colaboración de la gerencia. A ésta siguieron escuelas similares en Bunge y Born, Alpargatas, Piccardo, Noel, Fármaco Argentina y la textil Gratry, entre otras.

Jorgelina Cano, presidente de la Comisión Central de Señoritas, decía:
No es nuestro programa la obra filantrópica inspirada en el alivio transitorio del dolor ajeno o el socorro oportuno al afligente que lo reclama. Aspiramos a resolver el hondo problema con un criterio más humanitario, más eficaz y que mire muy adelante el porvenir. Buscamos la educación, de la clase trabajadora, buscamos enaltecerla con el ejemplo de nuestras virtudes, de nuestra actividad y de nuestro espíritu fraterno (Cano; 1922: 35)

## Semana Trágica
El 3 de diciembre de 1918 los empleados de los Talleres Metalúrgicos Vasena de la ciudad de Buenos Aires entraron en huelga pidiendo mejores condiciones laborales.
La huelga llevó a que la empresa contratara, por medio de la Asociación Nacional del Trabajo, obreros rompehuelgas para intentar seguir funcionando. El disturbio entre los obreros en huelga y los rompehuelgas terminó con cuatro muertos y, finalmente, la intervención de la policía, que disparó con armas largas contra la multitud. Como consecuencia de ello se desató una huelga general con disturbios de mayor entidad, en donde las tensiones acumuladas estallaron. Fue en ese momento cuando, por primera vez, aparecieron grupos de particulares que colaboraban con las autoridades en la represión o, como decían ellos, en la defensa del orden. Los voluntarios se inscribían en el Centro Naval o en las comisarías con el fin de formar parte estas guardias cívicas. Sería ese el nacimiento de lo que, poco después, tomaría oficial y públicamente el nombre de “Liga Patriótica Argentina”. 
Algunas fuentes los acusan de haber sido protagonistas del único Pogromo antijudío en América Latina. "Los integrantes de la Liga atacaban a los transeúntes, especialmente a quienes vestían con algún elemento que determinara su pertenencia a la colectividad". Sin embargo el mismo autor, en otro trabajo, culpa de la acción al Barón Antonio De Marchi y a jóvenes integrantes de su club, la Sociedad Sportiva Argentina. Según este último trabajo, el pogrom habría tenido lugar al menos 10 años antes del nacimiento de la Liga. Concretamente  el "15 de mayo de 1910, diez días antes del Centenario, cuando jóvenes de clase alta, salidos de la muy exclusiva "Sociedad Sportiva Argentina" bajo la conducción del barón Demarchi, asaltaron las sedes del Avangard, órgano del "Bund", agrupación obrera socialista judía, y la denominada "Biblioteca Rusa", para quemar luego sus libros en Plaza Congreso". En el mismo texto, párrafos después, se habla del nacimiento de la Liga Patriótica a la que el historiador ve como una lejana consecuencia de aquel pogrom de 1910.

## Actividad posterior
El fin de la Semana Trágica no terminó con el accionar de la Liga que continuó reuniéndose asiduamente. Apenas 15 días después de la formación oficial de la Liga, esta ya contaba con 9.800 miembros, 4.500 reclutados por los delegados vecinales —parroquias de San Juan Evangelista, Santa Lucía, Villa Devoto, San Carlos Sur y Villa Urquiza— y 5.300 adheridos directamente en la Secretaría General.

### La Patagonia Rebelde

Héctor Benigno Varela, homenajeado por la Liga una vez finalizada la huelga.

Cuando en noviembre de 1920 se desató la huelga general de peones rurales en la provincia de Santa Cruz, hecho popularmente conocido como la Patagonia Rebelde, la Liga se alistó para frenar el paro.
El 22 de febrero de 1921 se firma un acuerdo entre peones y la patronal que da fin a la primera de las huelgas.
Las tropas dirigidas por Héctor Benigno Varela retornan a Buenos Aires en mayo de ese año, pero lejos de cumplirse el convenio, la patronal comienza una serie de represalias contra los participantes de las huelgas con refuerzos parapoliciales integrados por miembros de la Liga.
De acuerdo con ese propósito, el 10 de julio de 1921, se reunieron en el Hotel Argentino de Río Gallegos un grupo considerable de personalidades de la ciudad, con el objeto de llevar a la práctica la represión. Luego de un corto debate, se resolvió constituir una brigada local de la Liga y pedir de inmediato el reconocimiento y la afiliación a la Junta Central, dentro de la categoría que, de acuerdo con los estatutos de esa asociación, le correspondiese.
La Liga tuvo una actuación destacada en el conflicto que finalizó en enero de 1922, con un saldo de 1.500 trabajadores muertos.
El 7 de enero arribó el vapor "Asturiano" a Río Gallegos, con Manuel Carlés a bordo para rendir homenaje y condecorar a Varela y sus hombres. De acuerdo a sus indicaciones se fundaron sub-brigadas con sede en las principales estancias santacruceñas, encomendándosele la dirección de las mismas al propietario o, en su defecto, al administrador de la estancia. "Se las proveyó de escudos y banderas, con la recomendación de poner aquél en sitio bien visible de la casa principal o de otra que podía destinarse para local de la brigada y de izar el pabellón todos los domingos y fiestas patrias, tratando de dar a ese acto toda la solemnidad posible. Aparte de esto debían realizar una propaganda a base principalmente de persuasión personal entre sus peones y empleados, tratando siempre de no alarmar sus convicciones, ni ejercer presión sobre sus ánimos".
Por esa época el diario "La Razón", informaba que a raíz de aquel viaje de Carlés a la Patagonia "se constituyeron Brigadas en todos los parajes principales del Chubut y Santa Cruz, en Río Gallegos, San Julián, Deseado, Comodoro Rivadavia y Madryn, y estábamos en comunicación continua con ellos para enterarnos de cuanto pasaba en los agitados territorios del Sur".

### Golpe de Estado de 1930
La crisis económica mundial de 1929 tuvo graves consecuencias en la Argentina. El desempleo y otros problemas provocaron gran malestar social y político que desembocó, en septiembre de 1930, en el primer golpe de Estado de la historia argentina. El golpe que derrocó a Hipólito Yrigoyen fue ejecutado por militares pero contó con la adhesión de políticos opositores -como conservadores y radicales antipersonalistas-, de algunos sectores del pueblo, entre los que se incluía la Liga Patriótica Argentina, etc. En la mañana del 6 de septiembre, José Félix Uriburu partió del Colegio Militar de la Nación al frente de un grupo de cadetes y de un batallón de artillería, intimando la entrega del gobierno. El presidente Yrigoyen renunció ante las autoridades militares de la ciudad de La Plata y luego fue detenido y enviado a la isla Martín García.
Según testimonios de la época:

La Liga Republicana convocaba a la oposición frontal, el llamado Klan Radical trató de neutralizar a los opositores con la violencia, y ésta llamó al combate callejero a la Liga Patriótica Argentina. La violencia ganó la calle, los incidentes menudearon y el ambiente de crisis económica, política y social se tornó, para muchos, insoportable. Los radicales llegaron, incluso, a hacer fraude electoral, utilizaron al ejército para las intervenciones federales y aparecieron contradiciendo ideales y banderas que habían difundido o agitado para fundar en esos signos una nueva legitimidad. Esa legitimidad nunca había superado cierta innata precariedad. El propio yrigoyenismo contribuyó a herirla de muerte. Oficialismo y oposición fueron cómplices, a su manera, de la agonía de la Argentina de los partidos.

A pocos días de producido el golpe, en el diario La Nación del día 13 de septiembre, Manuel Carlés afirmaba sin ambages que los propósitos de la Revolución coincidían “en un todo con las ideas y con las normas que durante diez años informaron a la Liga Patriótica”.
Respecto a  las reales motivaciones de la Liga para estas acciones, Gallucci ha expresado que:

La aprobación que la Liga dio al golpe de estado de 1930, que puso fin a la segunda presidencia de Hipólito Yrigoyen, no suponía un rechazo doctrinario hacia la democracia, como el planteado por más radicales formas contemporáneas de nacionalismo, sino que era concebido como una medida necesaria frente al deterioro del orden republicano que pretendía conservar, y cuya contracara hallaba en el movimiento nucleado en torno al líder radical.

### Desaparición
Con posterioridad al golpe de 1930 y el posterior regreso a la democracia con los gobiernos de la llamada Concordancia, la Liga Patriótica inicia un paulatino camino de desaparición. Su costado más visible, el de la confrontación callejera directa, fue abandonado por sus dirigentes y poco a poco también se fue diluyendo su acción social y cultural, así como fueron espaciándose sus congresos y otras reuniones públicas.
La principal explicación de este deterioro puede encontrarse en el éxodo de sus militantes, una vez afianzadas sus ideas nacionalistas, hacia otras formaciones políticas con contenidos políticos más extremos. La década del ’30 fue testigo de una renovación dentro de la derecha nacionalista que, a diferencia de la Liga Patriótica, buscaba la incorporación de las masas a la vida política del país aunque bien compartían el punto de partida: la armonía entre clases y el mantenimiento del orden social. Las ideas de Carlés, que pueden hacerse extensivas en gran medida al pensamiento de la Liga, estuvieron fuertemente influenciadas por un naturalismo de base religiosa, dentro de las líneas más progresistas del conservadorismo argentino. Por otra parte, estaba imbuido por un fuerte patriotismo y una fe ilimitada en el progreso argentino, sustentado por la libre iniciativa privada (liberalismo económico) y por la educación, fundamental a su juicio. Al mismo tiempo, y pese a considerar centrales las Fuerzas Armadas y la Iglesia Católica dentro de la cosmovisión jerárquica que tenía, adscribía plenamente a la democracia republicana y a la defensa de la Constitución Nacional. Según Halperín Donghi, la aparición de grupos inspirados en el fascismo a partir del golpe de Estado de 1930 inició su decadencia, motivando que gran parte de sus militantes, especialmente los más jóvenes, migraran hacia grupos de ideología más extrema, como fueron la Legión Cívica y la Unión Nacionalista de Estudiantes Secundarios (ambos con el patrocinio del gobierno de facto de Uriburu), continuadas luego de 1943 con el nombre de Alianza de la Juventud Nacionalista.
Por el otro lado, y en consonancia con el auge de las ideas fascistas en Europa, en las décadas de 1920 y 1930, también en Argentina, se va formando un grupo de jóvenes fascistas que se percibían a sí mismos como una “nueva generación”, una vanguardia literaria con nuevas propuestas estéticas, que buscaban diferenciarse de aquellos nacionalistas del Centenario y que, a diferencia de la Liga, expresaban un desprecio por la democracia representativa, por el sufragio secreto, y por el orden constitucional. Para esta nueva tendencia dentro del fascismo argentino, la cuestión inmigratoria ha dejado de ser una preocupación: el problema ya no se encuentra en el inmigrante como un factor disolvente de la sociedad y la nación argentina, sino que se encuentra en el propio sistema democrático, tal como había quedado a partir del voto secreto y obligatorio para varones establecido en 1912. Los conservadores –incluyendo la Liga Patriótica-, habían intentado por medio de sus acciones corregir lo que ellos consideraban “consecuencias negativas” del cambio de la ley electoral, y conservar el orden político anterior, como una democracia liberal que mantuviera la vigencia de la constitución de 1853 pero, al mismo tiempo, dejara fuera del sistema a las nuevas ideas de izquierda que consideraban "contrarias al ser nacional". Por el contrario, los jóvenes aglutinados en el periódico La Nueva República iban mucho más lejos y, directamente, rechazaban el orden constitucional democrático. Como lo manifiesta Cepeda: “levantaron sus armas para enfrentar a la democracia y al liberalismo, hijos de la Revolución Francesa, la Ilustración y el mundo moderno, que fueron el basamento ideológico sobre el cual se construyó el Estado nacional. El ataque ahora apunta directamente contra la soberanía popular, asociada a menudo con el “obrerismo bolchevizante”. De tal manera, se propone una lucha en dos frentes, por un lado, una tarea intelectual cuyo fin sea la desarticulación de los sofismas democráticos y liberales; y por el otro, una lucha política contra los adversarios de la nacionalidad y el orden, es decir, contra la izquierda”. Es a partir de este punto que comienza a gestarse lo que el autor italiano Loris Zanatta llama "el mito de la nación católica" que tomaría cuerpo desde la década de 1930. Esta nueva concepción nacionalista entraba en conflicto con la visión democrática liberal - conservadora de la Liga Patriótica y llevaba implícito el concepto -creado por el socialista Juan Atilio Bramuglia- de tercera posición.  Argentina, con sus profundas raíces culturales católicas, decían, estaba en condiciones de dar a luz una nueva forma de Estado católico superior a esas opciones. La Liga, en contrapartida, buscaba establecer la oposición dual comunismo o democracia liberal, oponiéndose a quienes como la Iglesia católica, criticaban tanto al capitalismo, como al comunismo.
En los primeros momentos del régimen militar de 1943, exmiembros y otros afines a la Liga participaron de puestos de gobierno,[cita requerida], pero la creciente presencia del peronismo y su base sindical proveniente del socialismo y el anarquismo, terminó imponiéndose y la Liga se convirtió cada vez más en un grupo pequeño, sin ninguna injerencia real.
En 1957, durante la dictadura del general Pedro Eugenio Aramburu, la LPA obtuvo la personería jurídica, mediante Decreto 16.195 del 9 de diciembre de 1957. En esa ocasión modificó su estatuto societario.
En 1969 aún estaba activa con 560 socios, presidida por Jorge Kern, con sede en Florida 259, de la Ciudad de Buenos Aires, quien definió a la Liga como "una institución desvinculada de toda bandería política". Asegurando que mantenía una inalterada admiración por su fundador, Manuel Carlés; "un inolvidable patriota". Luego de varias décadas sin que se publicaran noticias de la misma, el 1 de diciembre de 2005, el diario La Nación, difundió una actividad de recaudación de fondos organizado en el Regimiento Patricios, por una nueva entidad que utiliza el nombre de Liga Patriótica Argentina y tiene por finalidad el recuerdo y homenaje de los veteranos de la Guerra de Malvinas.